# Paul Mellon
Paul Mellon (né le 11 juin 1907 à Pittsburgh, Pennsylvanie; mort le 1er février 1999 à Upperville en Virginie) est un entrepreneur, philanthrope et mécène américain.

## Origine

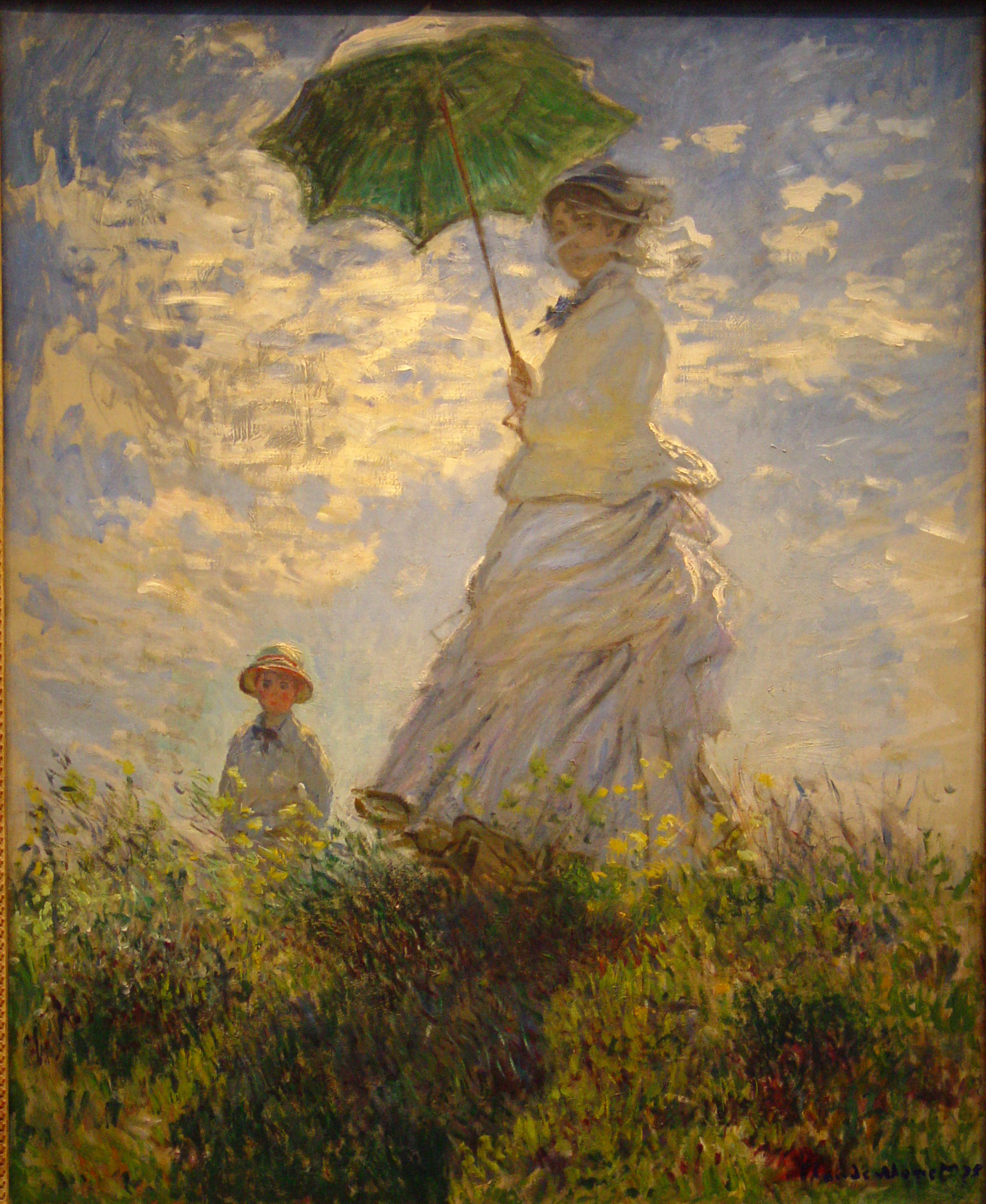
La Promenade, Claude Monet, 1875.

La famille Mellon, à un moment une des premières fortunes des États-Unis, a été fondée par le grand-père de Paul, Thomas Mellon (en) (1813–1908), fils de paysan d'Irlande du Nord émigré aux 
États-Unis en 1818, où il travaille d'abord comme juge, puis crée la Bank of New York Mellon. Son fils Andrew William Mellon (1855–1937) reprend la direction de la banque et crée, avec ses frères, l'empire familial en investissant dans des chantiers navals, compagnies pétrolières, aciéries et entreprises de bâtiments. Andrew est secrétaire d'État au trésor. Marié avec Nora McMullen, ils ont deux enfants Ailsa (en) (1901–1969) et Paul. Les parents divorcent en 1912 et les enfants grandissent chez leur père.

## Biographie
Il étudie à l'université Yale. Il poursuit ses études en Angleterre au Clare College, un des  colleges de l'université de Cambridge, et en 1931 avec un Bachelor. Son père est ambassadeur des États-Unis à Londres en 1932. En 1933, Paul Mellon retourne à Pittsburgh et travaille dans la Mellon Bank. Il se marie en 1935 avec Mary Conover Brown et le couple déménage en Virginia. À la mort de son père en 1937 Paul Mellon hérite, avec sa sœur Ailsa Mellon Bruce, la fortune considérable, et compte parmi les hommes les plus riches des États-Unis. En 1940, il s'inscrit au St. John's College (Annapolis/Santa Fe) (en), au Maryland, mais six mois plus tard il entre dans l'armée de terre des États-Unis. Il sert avec l'Office of Strategic Services en Europe et obtient le grade de Major. Après la mort de sa femme en 1946, il se remarie  avec Rachel Lloyd Lambert.

## Mécénat
Il a créé ou soutenu de nombreuses institutions philanthropiques ou artistiques par des dons en argent, ou par la donation de ses collections d'œuvres d'art et celles de son père, suivant en cela une tradition déjà initiée par son père. Il soutient notamment la National Gallery of Art (Washington D.C.) par la construction d'un bâtiment, et surtout son université d'origine, l'université de Yale. Dans cette université, il finance la construction du Centre d'art britannique qui abrite les œuvres d'art qu'il a achetées avec sa femme. Il finance également la construction de résidences universitaires. Les tableaux La Promenade de Claude Monet et La Prune d'Édouard Manet font partie des dons que Paul Mellon fit à la National Gallery of Art.
Il fut également éleveur et propriétaire de chevaux de courses via son écurie Rokeby Stables. Ses couleurs furent portées par de nombreux champions, parmi lesquels le phénomène Mill Reef ou le champion américain Arts and Letters. Il a reçu deux Eclipse Awards du meilleur éleveur américain en 1971 et 1986.

## Distinctions
- 1945 : Bronze Star, décoration de l'armée des États-Unis.
- 1971 : Eclipse Award for Outstanding Breeder
- 1974 : Ordre de l'Empire britannique, Knight Commander (Chevalier commandeur).
- 1985 : National Medal of Arts.
- 1986 : Eclipse Award for Outstanding Breeder
- 1997 : National Humanities Medal

## Autobiographie
- (en) Paul Mellon, Reflections in a silver spoon : a memoir, New York, W. Morrow, 1992 (ISBN 0688097235 et 978-0-6880-9723-3).